# Orphische Dichtung
Orphische Dichtung ist die Bezeichnung für das Schrifttum der antiken Orphiker in Versform. Die Gedichte wurden von den Orphikern, die sie verfassten, dem mythischen Sänger Orpheus zugeschrieben. Die Überzeugung, dass der fiktive Autor Orpheus tatsächlich die Gedichte verfasst habe, war in der Antike auch außerhalb orphischer Kreise weit verbreitet und wurde noch in der Renaissance vertreten. Die orphische Dichtung besteht hauptsächlich aus mythischen Schilderungen der Weltentstehung (Kosmogonie) und Hymnen. Das Versmaß ist immer der Hexameter.

## Überlieferung
Die orphischen Dichtungen sind größtenteils verloren. Ein Teil ist vollständig, ein anderer nur bruchstückhaft erhalten; von manchen Gedichten sind nur die Titel überliefert. Die Suda, eine byzantinische Enzyklopädie, nennt mehr als 20 Titel. Diese Liste stammt wohl aus einer verlorenen Abhandlung über die orphischen Dichtungen, die der Grammatiker Epigenes in der Epoche des Hellenismus verfasste.  
Vollständig erhalten ist eine Sammlung von 87 orphischen Hymnen, deren Umfang zwischen sechs und dreißig Versen schwankt. Der fiktive Verfasser Orpheus verherrlicht darin die von den Orphikern verehrten Gottheiten. Die Hymnen wurden wohl im 2. Jahrhundert für eine kleinasiatische Kultgemeinschaft geschaffen.
Nur fragmentarisch überliefert oder aus Inhaltszusammenfassungen bekannt sind:
- die alte orphische „Theogonie“, ein Gedicht über die Entstehung des Kosmos, der Götter und der Menschen, das schon im 4. Jahrhundert v. Chr. bekannt war.
- Die „Heiligen Reden (hieroí lógoi) in 24 Rhapsodien“, die ebenfalls die mythische Urgeschichte des Kosmos schildern. Die überlieferten 176 Fragmente stammen aus einer Fassung, die zwischen dem 2. Jahrhundert v. Chr. und dem 2. Jahrhundert n. Chr. entstanden ist.
- die „orphischen Argonautika“, eine spätantike Version der Argonautensage in 1376 Hexametern. Der fiktive Autor Orpheus berichtet als Teilnehmer am Argonautenzug von dessen Verlauf.

Verloren sind unter anderem die „Orakel“ (chrēsmoí), die „Weihen“ (teletaí), die „Mischkrüge“ (kratḗres), der „Mantel“ (péplos), das „Netz“ (díktyon), die „Physik“ (physiká, über Kosmologie) und die „Sternkunde“ (astrologiká).

## Ausgaben
- Alberto Bernabé (Hrsg.): Poetae epici Graeci. Testimonia et fragmenta. 2. Teil: Orphicorum et Orphicis similium testimonia et fragmenta. 3 Bände, Saur, München 2004–2007 (maßgebliche kritische Ausgabe)
- Marie-Christine Fayant (Hrsg.): Hymnes orphiques. Les Belles Lettres, Paris 2014, ISBN 978-2-251-00593-5 (kritische Edition mit französischer Übersetzung)
- Carl R. Holladay (Hrsg.): Fragments from Hellenistic Jewish Authors. Band 4: Orphica. Scholars Press, Atlanta (Georgia) 1996, ISBN 0-7885-0143-7 (kritische Ausgabe mit englischer Übersetzung und Kommentar)
- Joseph Otto Plassmann: Orpheus. Altgriechische Mysterien. 2. Auflage, Diederichs, München 1992, ISBN 3-424-00740-4 (Übersetzung orphischer Hymnen)
- Francis Vian (Hrsg.): Les Argonautiques orphiques. Les Belles Lettres, Paris 1987, ISBN 2-251-00389-4 (kritische Edition mit französischer Übersetzung)